# Jorge Herrera (actor)
Jorge Enrique Herrera Perdomo (Cali, 14 de octubre de 1948) es un actor colombiano. Ha trabajado en muchas telenovelas de Caracol y RCN entre algunas: Yo soy Betty, la fea en (1999) donde interpretó a Hermes Pinzón Galarza, padre de Beatriz Pinzón Solano, quien a su vez fue interpretada por la actriz Ana María Orozco y la serie N.N. (1990-1995), interpretando al tío de Nerón Navarrete, Júpiter Castillo.
También en 2006 en la telenovela En los tacones de Eva interpretó a "Domingo" el mejor amigo de "Juan Camilo" el cual fue desarrollado por Jorge Enrique Abello.

## Filmografía

### Televisión
| Año       | Título                                  | Personaje                             |
| --------- | --------------------------------------- | ------------------------------------- |
| 1988-1989 | Amar y vivir                            | Humberto                              |
| 1990      | El Carretero                            |                                       |
| 1990-1995 | N. N.                                   | Júpiter Castillo                      |
| 1991      | Los Victorinos                          | El Ciego                              |
| 1991-1992 | Escalona                                |                                       |
| 1992      | Fronteras del regreso                   |                                       |
| 1993-1994 | El último beso                          |                                       |
| 1995      | Piel a Piel                             |                                       |
| 1997-1998 | La elegida                              | Nelson                                |
| 1998      | El amor es más fuerte                   | German                                |
| 1999-2000 | Alejo, la búsqueda del amor             | Don Hortensio                         |
| 1999-2001 | Yo soy Betty, la fea                    | Hermes Pinzón Galarza                 |
| 2001-2002 | Ecomoda                                 | Hermes Pinzón Galarza                 |
| 2001-2002 | El inútil                               | Gerardo Ruiz                          |
| 2004-2005 | Luna, la heredera                       | Manuel                                |
| 2004-2005 | La saga, negocio de familia             | José María Manosalva                  |
| 2005-2006 | Los Reyes                               | Teodoro                               |
| 2005-2006 | Por amor a Gloria                       | General Armando Mantilla              |
| 2006-2008 | En los tacones de Eva                   | Domingo De La Rosa / Isidro Izaguirre |
| 2008      | La sucursal del cielo                   | Checho Lizcano                        |
| 2009      | Verano en Venecia                       | Padre René Cabrera                    |
| 2009-2010 | Gabriela, giros del destino             | Abelardo                              |
| 2009-2010 | Las muñecas de la mafia                 | Israel                                |
| 2011      | El man es Germán                        | Arnulfo "Don Gótica"                  |
| 2011      | Confidencial                            | Parmenio                              |
| 2011      | Los Canarios                            | Papá de Flor                          |
| 2012      | Escobar, el patrón del mal              | Magistrado Gustavo Zuluaga Serna      |
| 2013      | Comando élite                           | Comandante Miguel                     |
| 2013      | La selección                            | Entrenador                            |
| 2014      | Dr. Mata                                | Perucho                               |
| 2014      | Contra las cuerdas                      | Aguilar                               |
| 2015      | Esmeraldas                              | Melo                                  |
| 2016      | Bloque de búsqueda                      | Abel Diez                             |
| 2016-2017 | La ley del corazón                      |                                       |
| 2017      | La nocturna                             | Don Pancho                            |
| 2017      | La luz de mis ojos                      | Padre Gervasio                        |
| 2018      | Garzón vive                             | Jesús Pedraza                         |
| 2019      | El Charrito Negro, el sueño de un ídolo |                                       |
| 2019      | Un bandido honrado                      | Diego Raigoso                         |
| 2019      | Más allá del tiempo                     | Tomás Carrasquilla                    |
| 2020      | Enfermeras                              |                                       |
| 2021      | Interiores                              | Orlando                               |
| 2021      | Viejos pero millennials                 |                                       |
| 2021      | Las flores de la guerra                 | Don Parmenio                          |
| 2022      | Las Villamizar                          | Horacio Cuervo                        |
| 2023      | Romina poderosa                         | Nelson Robledo                        |
| 2024-2025 | Betty, la fea: la historia continúa     | Hermes Pinzón Galarza                 |
| 2025      | MasterChef Celebrity                    | Participante                          |

## Cine
| Año  | Título                       | Personaje         |
| ---- | ---------------------------- | ----------------- |
| 1990 | María Cano                   |                   |
| 1993 | La estrategia del caracol    | Car Wash          |
| 2002 | Humo en tus ojos             | Santiago Rodero   |
| 2002 | Te busco                     |                   |
| 2004 | Perder es cuestión de método | Leproso           |
| 2005 | 2600 metros                  |                   |
| 2005 | 90 millas                    | David             |
| 2011 | Todos tus muertos            | Alcalde           |
| 2014 | Ciudad Delirio               |                   |
| 2015 | El lugar mas feliz del mundo | Beto              |
| 2018 | Tuya, mía... te la apuesto   |                   |
| 2018 | La caleta                    | Carlos            |
| 2019 | Feo pero sabroso             | Monseñor Monsalve |
| 2021 | Pueblo de cenizas            |                   |

•  

## Premios
- ACE en USA a Mejor Director de Teatro Visitante.
- Macondo a Mejor Actor de Reparto por la película Todos tus muertos.